# Bolatta Silis-Høegh

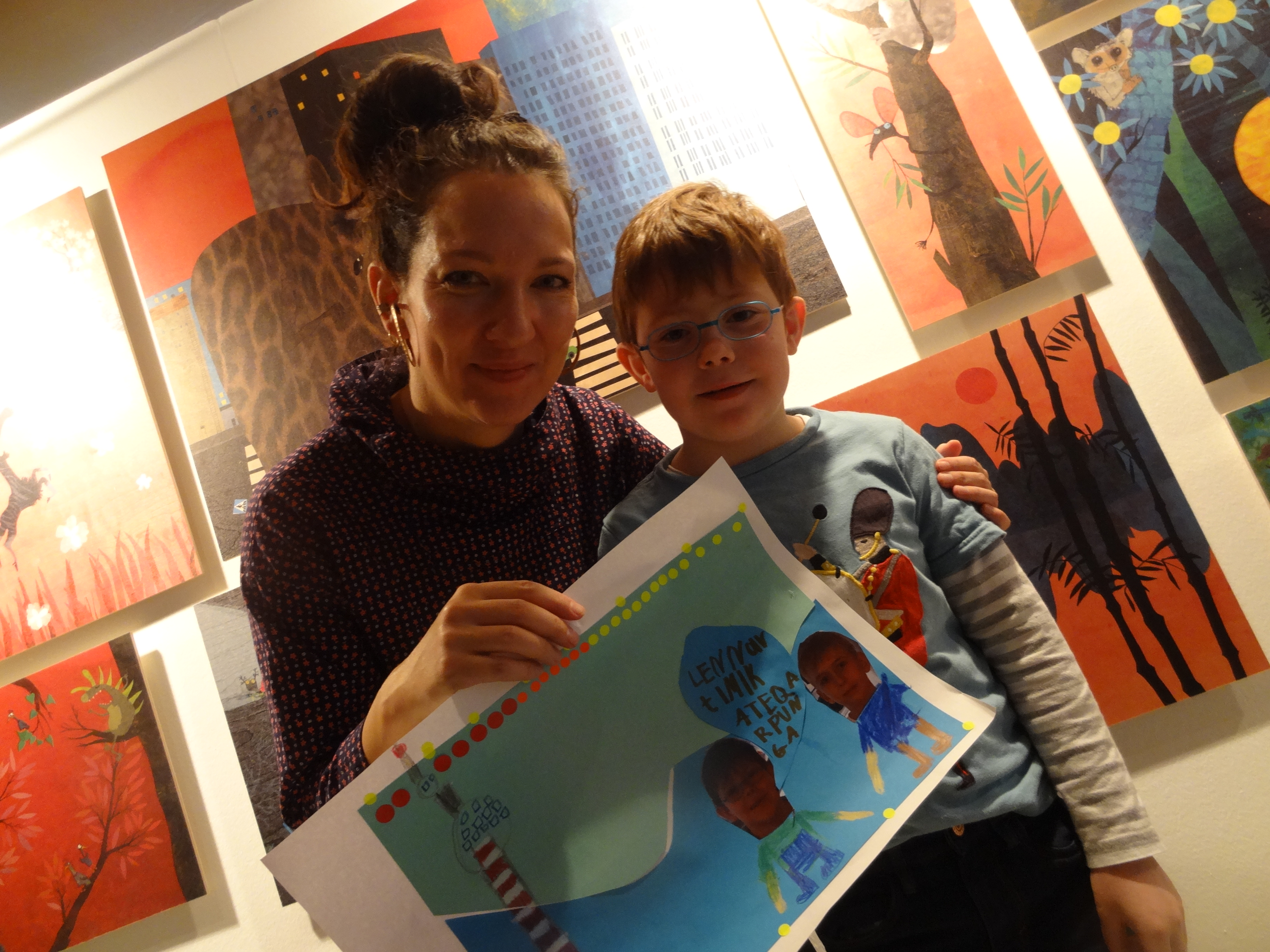
Bolatta Silis-Høegh auf einem Collagen-Workshop für Kinder in den Nordischen Botschaften in Berlin (2018)

Bolatta Tatjana Paarnaq Silis-Høegh [boˈlatːa tatˈjaːna ˈpɑːnːɑq ˈsiːlis høˀ] (* 17. April 1981 in Qaqortoq) ist eine grönländische bildende Künstlerin und Kinderbuchautorin.

## Leben und Werk
Bolatta Silis-Høegh wurde im Süden von Grönland geboren. Ihr Vater, der lettische Künstler, Schriftsteller und Fotograf Ivars Sīlis (* 1940), war während des Zweiten Weltkriegs 1944 vor dem Einmarsch der Roten Armee nach Dänemark geflohen. Er heiratete 1976 die grönländische bildende Künstlerin Aka Høegh (* 1947). Die beiden Kinder des Paares wurden ebenfalls Künstler: Der Filmemacher Inuk Silis-Høegh (* 1972) und seine Schwester Bolatta. Bolatta Silis-Høegh lebt und arbeitet heute vor allem in Kopenhagen. Sie ist mit dem dänisch-grönländischen Filmproduzenten Emile Hertling Péronard verheiratet. Das Paar hat zwei Kinder.
Bolatta Silis-Høegh unternahm während der Schulzeit von 1998 bis 1999 einen Auslandsaufenthalt am Waiopehu College in Levin in Neuseeland. Nach dem Schulabschluss besuchte sie von 2002 bis 2006 die Kunstakademie im dänischen Aarhus. Seit 2003 ist sie öffentlich als Künstlerin aktiv. Ihre erste Ausstellung trug den Namen Intaglio. 2005 war ihre erste Ausstellung in Dänemark zu sehen: Den røde snescooter („Der rote Schneescooter“). Ihre Werke wurden seitdem in Einzel- und Gruppenausstellungen in Dänemark, Grönland und im Ausland gezeigt. Ihre Installation Greenlandic Future Garden aus dem Jahr 2010 erhielt den Preis des Dänischen Kunstrats. Die Installation Ningiu von 2012 war im dänischen Pavillon der Architekturbiennale von Venedig zu sehen. 2015 und 2016 gingen ihre Solo-Ausstellungen Lights On Lights Off und STORM auf Tournee in Skandinavien.
Bolatta Silis-Høegh ist darüber hinaus eine der bekanntesten zeitgenössischen Kinderbuchautorinnen aus Grönland. 2010 erschien das von ihr geschriebene und illustrierte Kinderbuch Aima: die Geschichte der gleichnamigen Erstklässlerin, die davon träumt, was sie alles machen kann, wenn sie erst einmal groß ist. Es erschien 2018 auf Deutsch im Berliner Kullerkupp Kinderbuch Verlag in der Übersetzung von Carsten Wilms. Der Folgeband Aima qaa schhh! war 2016 für den Kinder- und Jugendliteraturpreis des Nordischen Rates nominiert. 2020 erschien die dritte Geschichte von Aima auf Dänisch und Grönländisch, Aima møder Fjeldets Moder bzw. Aima Qaqqap Arnaalu. Auch dieses Buch wurde 2021 für den Kinder- und Jugendliteraturpreis nominiert.